# Bothremys cooki
Bothremys cooki  — вимерлий вид бокошийних черепах родини Bothremydidae. Вид існував у кінці крейди, 70-66 млн років тому. Скам'янілі рештки виду знайдені у відкладеннях піщанику формування Нейвсінк у штатах Нью-Джерсі та Північна Кароліна, США.